# John H de Bye
John Herman de Bye (Paramaribo, 4 september 1942 – aldaar, 5 maart 2022) was een Surinaams medicus en schrijver.

## Levensloop
John de Bye volgde de middelbare school in Paramaribo, studeerde medicijnen aan de Universiteit van Utrecht, deed zijn artsenexamen in Rotterdam en specialiseerde zich in de chirurgie. Hij repatrieerde in 1974 en vestigde zich als chirurg in Nieuw-Nickerie en later in ’s Lands Hospitaal Paramaribo.
De Bye begon gegevens te verzamelen op het gebied van de Surinaams-joodse genealogie, data die in sommige gevallen teruggaan tot de dertiende en de veertiende eeuw in Europa. Een deel van die gegevens publiceerde hij in Historische schetsen uit het Surinaamse jodendom (2002). Het boek kreeg kritiek, omdat de auteur een deel van zijn gegevens had ontleend aan eerder verschenen publicaties van Philip A. Samson in onder meer het joodse tijdschrift Teroenga.
In 1999 kwam De Bye met een eerste historische roman, Ter Dood Veroordeeld, gebaseerd op de ware historie van twee neven, Joseph del Castilho en Jacob da Costa, die opgroeien in een Joodse plantersfamilie in het Suriname van het einde van de 18de eeuw. Zij vermoorden twee Engelse soldaten en worden beiden ter dood veroordeeld. De roman liet veel zien van de gebruiken van de Joodse gemeenschap van die dagen. 
Hetzelfde geldt voor zijn tweede historische roman, Geloof, hoop en liefde, die de uittocht in de 17e eeuw van de Joden uit Europa naar Amsterdam, Brazilië en uiteindelijk Suriname beschreef.
De Bye overleed op 79-jarige leeftijd na een kort ziekbed.

## Boeken van John H. de Bye
- De geschiedenis van 's Lands Hospitaal, Paramaribo 1994.
- Ter dood veroordeeld: Liefde en dood in de Surinaams-joodse geschiedenis, Paramaribo: Ralicon, 1999. Nederlandse uitgave: Schoorl: Conserve, 2001.
- Historische schetsen uit het Surinaamse jodendom, Schoorl: Conserve, 2002.
- Geloof, hoop en liefde: Vestiging van de joden in de Surinaamse jungle, Schoorl: Conserve, 2002.
- Liefde in slavernij: een familiegeschiedenis in het achttiende-eeuwse Suriname, Schoorl: Conserve, 2010.
- Torarica. De oude hoofdstad van Suriname, Zutphen: Walburg Pers, 2017.